# Jurassic Park (soundtrack)
Jurassic Park (Original Motion Picture Soundtrack) is de originele soundtrack, gecomponeerd en gedirigeerd door John Williams voor de film Jurassic Park uit 1993 van Steven Spielberg. Het album werd uitgebracht op 25 mei 1993 door MCA Records.
De muziek werd opgenomen in de Sony Scoring Stage in Culver City en gemixt door Shawn Murphy.

## Tracklijst
| 1.                 | Opening Titles               | 0:33 |
| 2.                 | Theme from Jurassic Park     | 3:27 |
| 3.                 | Incident at Isla Nublar      | 5:20 |
| 4.                 | Journey to the Island        | 8:52 |
| 5.                 | The Raptor Attack            | 2:49 |
| 6.                 | Hatching Baby Raptor         | 3:20 |
| 7.                 | Welcome to Jurassic Park     | 7:54 |
| 8.                 | My Friend, the Brachiosaurus | 4:16 |
| 9.                 | Dennis Steals the Embryo     | 4:55 |
| 10.                | A Tree for My Bed            | 2:12 |
| 11.                | High-Wire Stunts             | 4:08 |
| 12.                | Remembering Petticoat Lane   | 2:48 |
| 13.                | Jurassic Park Gate           | 2:03 |
| 14.                | Eye to Eye                   | 6:32 |
| 15.                | T-Rex Rescue and Finale      | 7:39 |
| 16.                | End Credits                  | 3:26 |
| Totale duur: 70:20 |                              |      |

### Heruitgave van Geffen Records (20th Anniversary Edition)
Voor de twintigste verjaardag van de release van de film werd de partituur op 9 april 2013 digitaal opnieuw uitgebracht door Geffen Records. Deze heruitgave bevatte vier bonustracks die persoonlijk waren geselecteerd door John Williams.

| 1.                 | Opening Titles               | 0:32 |
| 2.                 | Theme from Jurassic Park     | 3:25 |
| 3.                 | Incident at Isla Nublar      | 5:18 |
| 4.                 | Journey to the Island        | 8:53 |
| 5.                 | The Raptor Attack            | 2:48 |
| 6.                 | Hatching Baby Raptor         | 3:19 |
| 7.                 | Welcome to Jurassic Park     | 7:53 |
| 8.                 | My Friend, the Brachiosaurus | 4:13 |
| 9.                 | Dennis Steals the Embryo     | 5:01 |
| 10.                | A Tree for My Bed            | 2:09 |
| 11.                | High-Wire Stunts             | 4:08 |
| 12.                | Remembering Petticoat Lane   | 2:46 |
| 13.                | Jurassic Park Gate           | 2:01 |
| 14.                | Eye to Eye                   | 6:31 |
| 15.                | T-Rex Rescue and Finale      | 7:41 |
| 16.                | End Credits                  | 3:24 |
| 17.                | The History Lesson           | 2:28 |
| 18.                | Stalling Around              | 2:32 |
| 19.                | The Coming Storm             | 3:58 |
| 20.                | Hungry Raptor                | 2:05 |
| Totale duur: 81:04 |                              |      |

### Heruitgave van La-La Land Records (John Williams Jurassic Park Collection)
De partituur werd samen met die van The Lost World: Jurassic Park, geremasterd en opnieuw uitgebracht door La-La Land Records op 29 november 2016. Deze heruitgave van 4 cd's bevatte uitgebreide nummers van de originele filmmuziek van John Williams voor de film, samen met de vier bonustracks van de 20th Anniversary Edition.

| 1.                 | Opening Titles                              | 0:38 |
| 2.                 | Incident at Isla Nublar (film version)      | 2:25 |
| 3.                 | The Encased Mosquito                        | 1:16 |
| 4.                 | Entrance of Mr. Hammond                     | 1:10 |
| 5.                 | Journey to the Island                       | 8:56 |
| 6.                 | Hatching Baby Raptor (film version)         | 2:05 |
| 7.                 | You Bred Raptors?                           | 0:40 |
| 8.                 | The History Lesson (film version)           | 1:34 |
| 9.                 | Jurassic Park Gate                          | 2:05 |
| 10.                | Goat Bait                                   | 2:26 |
| 11.                | The Saboteur                                | 0:48 |
| 12.                | Ailing Triceratops                          | 2:36 |
| 13.                | The Coming Storm (film version)             | 1:26 |
| 14.                | Dennis Steals the Embryo                    | 5:05 |
| 15.                | Race to the Dock                            | 1:18 |
| 16.                | The Falling Car and The T-Rex Chase         | 4:59 |
| 17.                | A Tree for My Bed                           | 2:14 |
| 18.                | Remembering Petticoat Lane                  | 2:49 |
| 19.                | My Friend, the Brachiosaurus (film version) | 1:51 |
| 20.                | Life Finds a Way                            | 1:26 |
| Totale duur: 47:46 |                                             |      |

| 1.                 | System Ready                            | 0:49 |
| 2.                 | To the Maintenance Shed                 | 4:12 |
| 3.                 | High Wire Stunts                        | 4:10 |
| 4.                 | Hungry Raptor                           | 2:09 |
| 5.                 | The Raptor Attack                       | 2:51 |
| 6.                 | T-Rex Rescue and Finale                 | 7:43 |
| 7.                 | Welcome to Jurassic Park                | 7:58 |
| 8.                 | Theme from Jurassic Park                | 3:34 |
| 9.                 | Stalling Around                         | 2:36 |
| 10.                | Welcome to Jurassic Park (film version) | 8:01 |
| Totale duur: 44:04 |                                         |      |

## Hitnoteringen

### NPO Klassiek Filmmuziek Top 200
| Jurassic Park in de NPO Klassiek Filmmuziek Top 200 | Jurassic Park in de NPO Klassiek Filmmuziek Top 200 | Jurassic Park in de NPO Klassiek Filmmuziek Top 200 | Jurassic Park in de NPO Klassiek Filmmuziek Top 200 | Jurassic Park in de NPO Klassiek Filmmuziek Top 200 | Jurassic Park in de NPO Klassiek Filmmuziek Top 200 | Jurassic Park in de NPO Klassiek Filmmuziek Top 200 | Jurassic Park in de NPO Klassiek Filmmuziek Top 200 | Jurassic Park in de NPO Klassiek Filmmuziek Top 200 | Jurassic Park in de NPO Klassiek Filmmuziek Top 200 |
| Jaar                                                | 2017                                                | 2018                                                | 2019                                                | 2020                                                | 2021                                                | 2022                                                | 2023                                                | 2024                                                | 2025                                                |
| --------------------------------------------------- | --------------------------------------------------- | --------------------------------------------------- | --------------------------------------------------- | --------------------------------------------------- | --------------------------------------------------- | --------------------------------------------------- | --------------------------------------------------- | --------------------------------------------------- | --------------------------------------------------- |
| Positie                                             | 36                                                  | 29                                                  | 14                                                  | 17                                                  | 14                                                  | 16                                                  | 20                                                  | 22                                                  | 17                                                  |